# بيل موريسون (فنان قصص مصورة)
بيل موريسون (بالإنجليزية: Bill Morrison)‏ هو فنان قصص مصورة أمريكي، ولد في 1959 في لينكولن بارك في الولايات المتحدة.

## وصلات خارجية
- بيل موريسون على موقع IMDb (الإنجليزية)